# Maneater (2022)
Maneater ist ein US-amerikanischer Tierhorrorfilm aus dem Jahr 2022 von Justin Lee, der auch das Drehbuch schrieb.

## Handlung
Der Film beginnt damit, dass man einen Taucher während dessen Tauchgang durch ein Riff begleitet, ehe er von einem Weißen Hai gefressen wird.
Jennifer beschließt eines Tages, zu surfen. Plötzlich wird sie vom Surfbrett gestoßen und findet sich im Wasser wieder. Als sie sich auf das Surfbrett quält, stellt sie fest, dass ihr eine Hand abgebissen wurde. Im nächsten Moment wird sie von einem riesigen Weißen Hai verschlungen. Ihr Vater Harlan, der bereits seine Frau verlor, berichtet dem örtlichen Sheriff, dass er lediglich wenige Körperteile, die glücklicherweise an den Strand gespült wurden, begraben konnte.
Ein weiterer Todesfall ereignet sich wenig später, als ein junger Mann von einer Klippe ins Meer springen will und noch in der Luft vom Hai geschnappt wird. Währenddessen ist Kapitän Wally mit seiner Frau Beth auf dem Boot und hat als Passagiere Jessie und ihre Freunde an Bord. Diese wollen fernab von der Zivilisation auf einer Insel übernachten. Als ein Walkie-Talkie, das den einzigen Kontakt zur Außenwelt für die Gruppe darstellt, ins Wasser fällt, versucht Wally dieses zu bergen, wird dabei allerdings von einem Hai gefressen. Geschockt aufgrund des Angriffes fällt Beth ins Wasser, verfängt sich in einigen Bootsseilen und kommt ebenfalls ums Leben.
Die Gruppe schaffte es dennoch auf die Insel. Emma und Ty beschließen trotz aller Gefahren, im Meer zu schwimmen, werden kurz danach jedoch von Haien attackiert. Emma wird schließlich gefressen und Ty tödlich verletzt. Jessie und Sunny bergen später dessen Leiche und finden das Funkgerät von Wally. Als Nächstes wird Will angegriffen, der in einem Schlauchboot die Stelle anpeilt, an der das Boot von Wally angegriffen wurde. Er schafft es, sich ins flache Wasser zu retten, wo ihm Sunny, Brianna und Jessie zur Hilfe eilen. Doch der Hai ist ebenfalls da und tötet Sunny und Brianna. Jessie versucht die schweren Wunden von Will zu behandeln, allerdings stirbt er an seinen Verletzungen.
Über Funk kann Jessie Kontakt mit Harlan herstellen, der bereits nach der Gruppe sucht. Der Hai hat sich zwischenzeitlich wegen der Ebbe in einem Riff verirrt. Jessie beschließt, als Köder zu fungieren, und begibt sich in die Nähe des Riffs. Als der Hai an die Oberfläche schwimmt, um sie zu attackieren, kann Harlan den Hai erschießen. Jessie überlebt.
Harlan, der aufgrund seiner erfolgreichen Jagd auf den Hai als Held gilt und überregionale Bekanntheit erlangte, wird von seinem Freund Sam und dessen Bekanntem Peter besucht, die ihn darum bitten, einen menschenfressenden Hai in Südostasien zu töten.

## Hintergrund
Gedreht wurde auf Maui, Hawaii. In den USA erschien Maneater am 6. August 2022. In Deutschland startete der Film am 6. Juni 2024 in den Videoverleih. Seine deutsche Free-TV-Premiere hatte er am 1. August 2025 auf dem Sender Tele 5 anlässlich des „Shark Weekend“.

## Rezeption
„Reizloser Hai-Horror, der einfallslos „Der weiße Hai“-Genreformeln wiederkäut, dabei weitgehend Gespür für Spannung vermissen lässt und mit schlechten Darstellerleistungen und schwachen Effekten eher unfreiwillige Komik als Schrecken erzeugt.“

Oliver Armknecht bemängelt in seiner Filmreview auf Film-Rezensionen.de, dass Regisseur und Drehbuchautor Justin Lee „nicht nur bei Setting und Szenario sehr klassische Muster“ wählen, sondern dass „die Überfälle auf die Menschen“ „alle nach demselben Prinzip“ laufen würden. Er bemängelt, dass auf „Masse statt Klasse“ gesetz wurde. Er ist der Meinung, dass die Charaktere uninteressant seien und ein Tod des Charakters einen nicht mitnehmen würde. Final spricht er von einem „völlig austauschbaren Haihorror“ und findet, das „einzige halbwegs Sehenswerte ist das idyllische Küstensetting“. Er gibt drei von zehn Punkten.
Im Popcornmeter, der Zuschauerwertung auf Rotten Tomatoes, hat der Film bei mehr als 50 Abstimmungen eine Wertung von 17 %. Im Tomatometer kommt der Film bei 23 Reviews ebenfalls auf 17 %. In der Internet Movie Database hat der Film bei knapp 2400 Stimmabgaben eine Wertung von 3,1 von 10,0 möglichen Sternen (Stand: Juli 2025).